# منطقه حفاظت‌شده مرزی کاوانگو–زامبزی
۱۸°۰۰′۰۰″ جنوبی ۲۳°۰۰′۰۰″ شرقی / ۱۸٫۰۰۰۰۰°جنوبی ۲۳٫۰۰۰۰۰°شرقی
منطقه حفاظت‌شده مرزی کاوانگو–زامبزی (انگلیسی: Kavango–Zambezi Transfrontier Conservation Area) در منطقه‌ای قرار دارد که مرز بین‌المللی پنج کشور نامیبیا، آنگولا، زامبیا، بوتسوانا و زیمبابوه به یکدیگر می‌پیوندد. این منطقه حفاظت‌شده بخش عمده از حوضه زامبزی بالایی و حوضه اوکاوانگو و دلتای آن را می‌پوشاند. مرکز این منطقه محل تلاقی رودهای چوبه و زامبزی و در جایی است که مرز مشترک بوتسوانا، نامیبیا، زامبیا و زیمبابوه قرار دارد.
منطقه حفاظت‌شده مرزی کاوانگو–زامبزی در بر گیرنده نقاط مهمی مانند پارک ملی چوبه، پارک ملی هوانگ، دلتای اوکاوانگو در بوتسوانا و آبشار ویکتوریا است.

## گونه‌های مهم حیات وحش
فیل آفریقایی (برآورد تعداد ۲۵۰٬۰۰۰ رأس)، یوزپلنگ جنوب آفریقا (طبقه‌بندی شده توسط IUCN به عنوان آسیب‌پذیر)، سگ وحشی آفریقایی، درنای غبغب‌دار و تمساح نیل (همگی طبقه‌بندی شده توسط IUCN به عنوان در معرض خطر)